# Under the Knife
Under the Knife är en EP av det amerikanska hardcorepunkbandet Hatebreed, ursprungligen utgiven på Smorgasbord Records 1996. Den bestod då av bandets första vinylsläpp med samma namn, plus tre bonusspår. EP:n har sedan återutgivits ett antal gånger på olika skivbolag, däribland på bandets dåvarande skivbolag Victory Records.

## Låtlista
1. "Smash Your Enemies" – 2:12
2. "Kill an Addict" – 1:02
3. "Under the Knife" – 1:33
4. "Filth" – 1:42
5. "Not One Truth" – 2:09
6. "Severed" – 2:40
7. "Puritan" – 3:07

## Medverkande

### Musiker
- Jamey Jasta – sång
- Wayne Lozinak – leadgitarr
- Larry Dwyer Jr. – rytmgitarr
- Chris Beattie – basgitarr
- Dave Russo – trummor